# Mount Hyatt
Mount Hyatt är ett berg i Antarktis. Det ligger i Västantarktis. Argentina, Chile och Storbritannien gör anspråk på området. Toppen på Mount Hyatt är 1 346 meter över havet.
Terrängen runt Mount Hyatt är kuperad åt sydväst, men åt nordost är den platt. Trakten är obefolkad. Det finns inga samhällen i närheten.